# Ремзаводская улица (Чернигов)
Ремзаводская улица (укр. Ремзаводська вулиця) — улица в Новозаводском районе города Чернигова. Пролегает от проспекта Мира до улицы Евгена Онацкого (ранее 2-й переулок Пархоменко).
Примыкают улицы Экспертная (Степана Разина), Каштановая, Владимира Глинского (ранее 1-й переулок Пархоменко).

## История
Улица начала застраиваться в 1950-е годы поблизости к заводу «Октябрьский молот».
7 сентября 1987 года Продольная улица переименована на улица Фёдора Гончарова — в честь участника Гражданской войны, уроженца Черниговщины Фёдора Васильевича Гончарова, согласно Решению Черниговского исполнительного комитета № 278.
19 февраля 2016 года улица получила современное название — в честь расположенного поблизости ремонтно-механического завода «Октябрьский молот», согласно Распоряжению городского главы В. А. Атрошенко Черниговского городского совета № 54-р «Про переименование улиц города» («Про перейменування вулиць міста»)

## Застройка
Непарная сторона улицы занята усадебной застройкой и нежилой застройкой (автотранспортные предприятия), парная — малоэтажной жилой застройкой, что в проулке на участке между улицами Степана Разина и Каштановая. Конец улицы — усадебная застройка (относится к примыкающим улицам). 
Учреждения:
1. дом № 7 — «Черниговгаз»
2. дом № 11 — «Черниговгаз»